# Alopecosa strandi
Alopecosa strandi är en spindelart som först beskrevs av Rosca 1936.  Alopecosa strandi ingår i släktet Alopecosa och familjen vargspindlar. Inga underarter finns listade i Catalogue of Life.